# スティーブ・ブラックマン
スティーブ・ブラックマン（Steve Blackman、1963年9月28日 - ）は、アメリカ合衆国のプロレスラー。ペンシルベニア州アンビル出身。
マーシャルアーツのバックグラウンドを活かし、アティテュード路線最盛期のWWFにおいて武術家ギミックのベビーフェイスとして活躍した。その硬派で寡黙なキャラクターから、リーサル・ウェポン（The Lethal Weapon）またはサイレント・アサシン（The Silent Assassin）の異名を持つ。

## 来歴
ルー・アルバーノとのザ・シチリアンズで活躍したトニー・アルティモアのトレーニングを受け、1986年8月にデビュー。東部地区やカナダのカルガリー（スタンピード・レスリング）などを転戦し、1988年1月には新日本プロレスにスティーブ・R・ブラックマンの名義で初来日。長州力ともシングルマッチで対戦した。

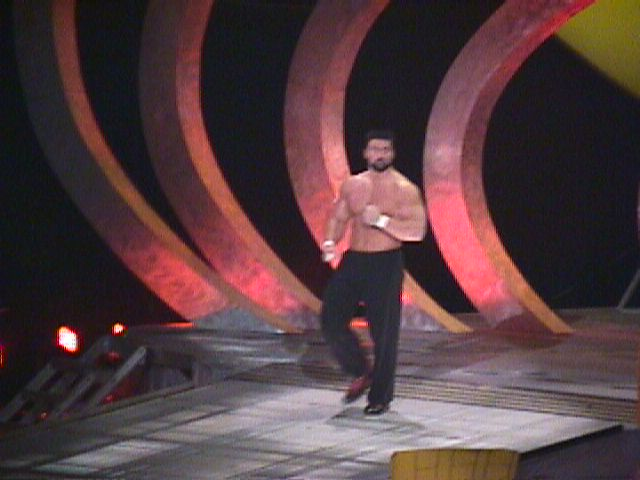
1999年

1997年11月よりWWFでベビーフェイスの武術家キャラクターとしての本格的な活動を開始し、1998年のシュートファイティング・トーナメント "WWF Brawl for All" にも出場（1回戦でマーク・メロを下すも、負傷のため棄権している）。1999年のケン・シャムロックとの抗争では一時的にヒールターンを行い、シャムロックを車で轢く暴挙に走ったこともあった。
2000年からはベビーフェイスに戻り、アル・スノーとのヘッド・チーズ（Head Cheese）などで活動後、 6月27日にクラッシュ・ホーリーからWWFハードコア王座を奪取。竹刀やスティック、ヌンチャクなどを巧みに使った武術家ギミックならではの攻撃で頭角を現し、以降はハードコア・マッチ戦線で活躍する。一度シェイン・マクマホンの策略に嵌って彼に王座を奪われるが、この年のサマースラムにて、シェインをエントランスセットの50フィートの高さから落とし、ダウンしたシェインめがけて自らも飛び降りるという型破りのフィニッシュでハードコア王座を取り戻した。
また、同年秋期はストーン・コールド・スティーブ・オースチンの復帰に伴い、オースチンの轢き逃げ事件の犯人を捜すアングルが行われている中、シェイン・マクマホンがブラックマンに対し、かつてシャムロックを車で轢いたことを引き合いに出して犯人に決めつけるというエピソードがあったが、実行犯はブラックマンではなくリキシであった。
その後、2000年12月の『RAW IS WAR』のクリスマス興行でレイヴェンに敗れハードコア王座から陥落。以降はグランマスタ・セクセイの誘いを受けて異色のタッグチームを結成するが、シェイン・マクマホンとステファニー・マクマホン率いるアライアンスの侵食とともにフェードアウトし、2002年11月に解雇となった。
WWE解雇後は地元ペンシルベニア州のハリスバーグにてMMAのトレーニングジム、ブラックマンMMA（BlackmanMMA）を2003年に開設。トレーナーはWWF時代に抗争したケン・シャムロックやUFCで活躍したファイターたちが担当した。後にジムの名称をスティーブ・ブラックマンズ・ファイティング・システムズ（Steve Blackman's Fighting Systems）に変更。プロレスラー育成も行い、ペンシルベニアを拠点としている格闘技団体、PFC（Pennsylvania Fighting Championships）とも提携した。
2007年12月、RAW15周年記念大会にて久々にWWEに登場し、バトルロイヤルに出場した。
現在はペンシルベニア州ハリスバーグを中心に保釈保証業者を営んでいる。

## 得意技
- バイシクル・キック
- トラース・キック
- ドラゴン・スリーパーホールド
- クルシフィックス・アームバー

## 獲得タイトル
WWF
- WWFハードコア王座：6回[5]